# Williamsburg, Florida
Williamsburg är en ort (CDP) i Orange County, i delstaten Florida, USA. Enligt United States Census Bureau har orten en folkmängd på 7 646 invånare (2010) och en landarea på 9,3 km².